# 1
| 1                  |
| ------------------ |
| Dødsfald - Fødsler |
|                    |

| Gregoriansk kalender | 1 I                     |
| Ab urbe condita      | 754                     |
| Armensk kalender     | I/T                     |
| Kinesiske kalender   | 2697 – 2698 庚申 – 辛酉 |
| Etiopisk kalender    | -7 – -6                 |
| Jødisk kalender      | 3761 – 3762             |
| Hindukalendere       |                         |
| - Vikram Samvat      | 56 – 57                 |
| - Shaka Samvat       | N/A                     |
| - Kali Yuga          | 3102 – 3103             |
| Iransk kalender      | 621 BP – 620 BP         |
| Islamisk kalender    | 640 BH – 639 BH         |

## Begivenheder
- Romersk jernalder begynder